# Ögonkontakt

Ögonkontakt.

Ögonkontakt är ett sätt att kommunicera genom att möta en annan persons blick.
Hos människor är ögonkontakt en form av icke-verbal kommunikation och det anses att den har stort inflytande på det sociala beteendet. Uttrycket myntades i mitten av 1960-talet, uttrycket har i västvärlden kommit att innebära ett meningsfullt och viktigt tecken på förtroende och social kommunikation. Användningen och betydelsen av ögonkontakt varierar starkt mellan olika kulturer, där religiösa och sociala skillnader ofta avsevärt ändrar dess betydelse.

## Social betydelse
Ögonkontakt och ansiktsuttryck bär på viktigt social och känslomässig information. Människor söker, kanske omedvetet, efter varandras blickar och ansikten för positiva eller negativa känslouttryck. I vissa sammanhang väcker ögonkontakt starka känslor till liv.
I några delar av världen, speciellt i Asien, kan ögonkontakt medföra missförstånd mellan personer av olika nationalitet. Att hålla direkt ögonkontakt med en arbetsledare eller äldre människor kan få dem att förmoda att man är aggressiv och ohyfsad – en motsatt reaktion mot den i de flesta västerländska kulturer. Att se någon i ögonen är exempelvis i svensk kultur en signal för att avsändaren är ärlig och har uppriktiga intentioner. Men som vanligt är platsbunden kommunikation mycket beroende på kontexten runtomkring. Ögonkontakt är också ett viktigt element när man skall flirta, där ögonkontakten tjänar till att etablera och förstärka den andres intresse i vissa situationer.
Ömsesidig ögonkontakt som signalerar attraktion börjar med en kort blick och utvecklas till ett repeterat bollande av ögonkontakten, enligt Beverly Palmer, Fil.dr. och professor i psykologi vid California State University, Dominguez Hills.

## Svårigheter med ögonkontakt
Vissa personer upplever att ögonkontakt är svårare än för andra. Till exempel upplever personer med  autism eller socialt osäkra personer ögonkontakt särskilt obehagligt.